# مگس‌های سربزرگ
مگس‌های سربزرگ (نام علمی: Pipunculidae) نام یک تیره از راسته مگس است.